# トレンドマイクロ
トレンドマイクロ株式会社（英: Trend Micro Incorporated）は、コンピュータ及びインターネット用のセキュリティ関連製品を開発して販売する企業である。日経平均株価およびJPX日経インデックス400の構成銘柄の一つ。
創業者は台湾出身でアメリカで創業し、現在は本社を東京都に置く。日本企業とされることが多いが、外国投資家比率が高く外資系企業に分類されたことがある。創業者は国境を超越したトランスナショナルカンパニー（超国籍企業）であるとしている。東京にIRとFinance部門、台北に製品開発部門、ダラスにマーケティングリサーチ部門、を置き各地に機能を分散している。

## 主力製品
- おもに総合セキュリティ対策ソフト「ウイルスバスター」シリーズを開発して製品を販売する。

## 沿革

### Trend Micro Incorporated
- 1988年（昭和63年）8月 - アメリカ・ロサンゼルスで、台湾出身のスティーブ・チャン（張 明正）、配偶者のジェニー・チャン、配偶者の妹エバ・チェンの3人が「Trend Micro Incorporated」を創業。
- （時期不明） - 本社を台湾の台北に移転[6]。
- 1991年（平成3年）4月 - 「ウイルスバスター」開発・販売開始。
- 1992年（平成4年）7月 - 「株式会社リンク」を買収し子会社とする。
- 1996年（平成8年）11月 - 株式会社リンクから社名変更した「（旧）トレンドマイクロ株式会社」に関連会社とともに買収され、親子関係を逆転して子会社となる。

### （旧）・トレンドマイクロ株式会社
- 1989年（平成元年）10月24日 - 日本で「ロンローパシフィック株式会社」が、OSの輸入販売のために「株式会社ロンローインターナショナルネットワークス」を設立。
- 1992年（平成4年）
  - 1月 - 「株式会社ロンローインターナショナルネットワークス」から「株式会社リンク」へ社名を変更する。
  - 7月 - 同社の株式を「Trend Micro Incorporated（台湾）」が取得し、子会社となる。
- 1996年（平成8年）
  - 5月 - 「トレンドマイクロ株式会社」に社名変更。初代代表取締役として吉田宣也就任。
  - 11月 - 親会社「Trend Micro Incorporated（台湾）」及びその関連会社の株式を買収し親子関係を逆転する。
  - 12月9日 - 「ソフトバンク株式会社」と資本提携[7]。ソフトバンクファイナンス代表の北尾吉孝を取締役に迎える。
- 1998年（平成10年）1月 - 株式の額面変更のため、「株式会社インターナショナル・メディア」に吸収合併されて消滅。

### トレンドマイクロ株式会社
- 1965年（昭和40年）3月29日 - 「株式会社インターナショナル・メディア」が 。
- 1998年（平成10年）
  - 1月 - 株式の額面変更のため「（旧）トレンドマイクロ株式会社」を吸収合併、同時に「トレンドマイクロ株式会社」に 商号変更。
  - 8月 - 日本証券業協会（ジャスダック）に株式を店頭登録。
- 1999年（平成11年）7月 - NASDAQに上場。
- 2000年（平成12年）
  - 1月 - 「アイピートレンド株式会社」（渋谷区）を設立。
  - 2月 - 「アイピートレンド株式会社」（渋谷区）が「日本ユニソフト株式会社」に資本参加。[8]
  - 7月 - 「日本ユニソフト株式会社」の株式を「アイピートレンド株式会社」(渋谷区)から取得
  - 7月 - 「日本ユニソフト株式会社」が「アイピートレンド株式会社」(中央区)に社名変更
  - 8月 - 東京証券取引所第1部に上場。
  - 11月 - 「アイピートレンド株式会社」(中央区)を100%子会社にする
- 2001年（平成13年）12月 - 「アイピートレンド株式会社」(渋谷区)と「アイピートレンド株式会社」(中央区)を解散
- 2005年（平成17年）
  - 5月10日 - スパイウェア対策企業の「InterMute」（アメリカ）を買収[9]。
  - 6月14日 - スパム対策サービス企業の「Kelkea」（アメリカ）を買収[10]。
- 2006年（平成18年）1月23日 - スパイウェア対策専用ソフト「スパイバスター2006」販売開始[11]。
- 2007年（平成19年）
  - 3月14日 - 無料スパイウェア除去ツール「HijackThis」を買収[12]。
  - 5月31日 - NASDAQ市場の上場を廃止[13]。
  - 10月25日 - 情報漏洩防止対策の専業企業の「Provilla」（アメリカ）を米国子会社を通じて買収[14]。
- 2008年（平成20年）3月5日 - 電子メール暗号化技術の開発企業の「Identum」（英国）をアイルランド子会社を通じて買収[15]。
- 2009年（平成21年）
  - 4月29日 - 不正侵入対策技術の専業企業の「Third Brigade」（カナダ）を米国子会社を通じて買収[16]。
  - 9月 - 「ウイルスバスターシリーズ」初のmacOSに対応した「ウイルスバスター for Mac」の販売開始
- 2010年（平成22年）
  - 6月 - クラウドストレージプロバイダーの「Humyo」（イギリス）をアイルランド子会社を通じて買収[17]
  - 11月 - データ暗号化企業の「Mobile Armor」（アメリカ）を米国子会社を通じて買収[18]。
- 2012年（平成24年）6月 - SSL証明書を発行する「Affirm Trust」（アメリカ）を買収[19]。
- 2013年（平成25年）10月10日 - ネットワークセキュリティ企業である「Broadweb」（台湾）を買収[20]。
- 2015年（平成27年）10月21日 - ヒューレット・パッカードから侵入防止システム「TippingPoint（英語版）」部門を買収[21]。

## 不祥事

### Winnyでの営業情報漏洩
2005年（平成17年）3月にトレンドマイクロの社員が個人で所有していたパソコンがウイルスに感染し、顧客の打ち合わせ資料など数件がWinny経由で流出した。流出データに顧客の個人情報は含まれていなかった。当該社員は規定違反で処分されたのち2005年（平成17年）に別の理由で退職した。

### ウイルス情報ページの改竄
2008年（平成20年）3月9日21時頃、ウイルス情報をWebで公開している「ウイルスデータベース」の一部ページが改竄され、該当ページにアクセスしたユーザーにウイルス「JS_DLOADER.TZE」がダウンロードされる状態になった。トレンドマイクロは自体を把握して当該ページを閉鎖した。2008年（平成20年）3月12日11時半までに当該ページを参照していた場合、ウイルスに感染している可能性がある。
対処を行い、3月13日にウェブサイトは再開した。
なお、トレンドマイクロ社のウイルスバスターがこのウイルスを検知できるようになったのは3月10日に配信されたパターンファイル「5.147.00」以降である。

### SafeSyncの容量無制限プラン
2010年（平成22年）6月、トレンドマイクロはクラウドストレージプロバイダー「Humyo」を買収した。
2010年（平成22年）12月14日、クラウドストレージサービス「トレンドマイクロ オンラインストレージ SafeSync」の提供を開始した。humyoの従量制課金体系を撤廃し、容量にかかわらず年額サービス料金を一定に設定し「容量無制限」をうたうなど注目を集めた。2011年（平成23年）2月15日から、一定容量を超えてアップロードする場合アップロード速度に制限を課すように運用が変更された。3月15日に、利用者数や利用容量などが当初の想定を大幅に上回り「長期的かつ安定的なサービスの提供が困難」と説明し、サービスラインアップを変更して「容量無制限」プランを廃止した。

### トレンドマイクロ製アプリによるブラウザ履歴収集
2018年（平成30年）9月8日、セキュリティ研究者のPrivacy1stことJohn Maxxが、トレンドマイクロ製macOS向けアプリ「Dr. Unarchiver」がブラウザ履歴や最近のGoogle検索データ、システム上にインストールされたアプリのリストを「ユーザーから許可を得ず収集し、送信している」ことを公表した。9日にApple関連を扱うニュースサイト「9TO5Mac」も検証し、大きく話題になった。
翌9月10日までには「macOS」向けの「Mac App Store」や「iOS」向けの「App Store」でトレンドマイクロ製アプリにアクセスできなくなった。
翌9月11日、トレンドマイクロは、Mac向けのアプリストアで公開していた「ライトクリーナー LE（英語製品名はDr. Cleaner）」「ライトクリーナー（英語製品名はDr. Cleaner Pro）」「Dr. Antivirus（日本では未提供）」「Dr. Unarchiver（日本では未提供）」「Dr. Battery（後述）」「Duplicate Finder（後述）」にてデータを収集していることを認めたが、ブラウザ履歴についてEULAで明示していると主張した。検索履歴やシステムにインストールされたすべてのアプリ一覧などを取得していることに一切説明がなされなかった。セキュリティ企業の「Malwarebytes」の「Thomas Reed」は、EULAも問題発覚前は記載が存在しなかったと指摘した。
10月5日、トレンドマイクロは当該ロジックを削除してAppleへ再公開を申請している旨を公表した。
10月24日、トレンドマイクロは「Dr. Battery」「Duplicate Finder」の二つのアプリについて当初日本では提供していないと説明していたが誤って日本向けにも提供していたこと、「Dr. Battery」についてブラウザー履歴の収集について明示しておらず問題発覚後に書き加えたと説明を改めた。
11月17日、「パスワードマネージャー」、「パスワードマネージャー月額版」、「ウイルスバスター for Home Network」、「フリーWi-Fiプロテクション」の公開が再開された。
11月19日、「ウイルスバスター モバイル(iOS版)」、「ウイルスバスターモバイル月額版(iOS版)」、「ウイルスバスターマルチデバイス月額版(iOS版)」、「ウイルスバスター マルチデバイス ＋ デジタルライフサポートプレミアム 月額版」の公開が再開された。ウイルスバスター モバイルについては、コンテンツシールド機能や保護者による使用制限機能など、一部の機能は利用できない。
12月27日、ウイルスバスター モバイルの全機能が利用可能となった。
この一連の騒動の際にトレンドマイクロのエバ・チェンCEOは、セキュリティ企業に対しては他業界と同様の規制をせず、あらゆる個人情報を同意なく扱えるように社会が理解すべきとの主張をしており、セキュリティ研究家などから「業界の信用を傷つける思想」といった批判もある。
騒動の間、ウイルスバスターは新規でインストールできなかったが、販売は継続されて購入したがインストールできないトラブルも発生し、同社の姿勢に批判もある。

### 元従業員の顧客情報不正持ち出し
2019年（令和元年）11月6日、トレンドマイクロはテクニカルサポート担当だった海外の元・従業員が最大12万人分の顧客情報を不正に持ち出し、第三者に提供していたと発表した。
持ち出された情報は、海外市場向の個人向け製品の顧客情報で、日本の顧客や法人の情報は含まれていない。
2019年（令和元年）8月ごろ、トレンドマイクロ製品のユーザーに、同社のサポート担当者に成りすました電話があったことから流出が発覚。調査の結果、同社は顧客情報を持ち出した従業員を解雇した。

### RootkitBusterの脆弱性とWHQL認証不正取得疑惑
2020年（令和2年）5月18日、ロチェスター工科大学の学生であるBill Demirkapiは、同社のRootkitBusterに脆弱性があり、管理者権限で実行すればRootkitを埋め込めることを自身のサイトで公表した。また、同製品で使用されているtmcomm.sysがMicrosoftのWHQLテストをすり抜けていると自身のWebサイトで公開した。tmcomm.sysはドライバーの検証ツールが有効になっているかを検知し、有効になっている場合にはWHQL認証要件を守った動作をし、無効になっている場合（Windowsの既定動作）はWHQL認証要件で禁止されている動作を行っているのではないかと記した。
5月20日に「The Register」がこの内容を報じた。The Registerの取材に対しトレンドマイクロは同氏が自社に報告せずに脆弱性情報を公開したことを非難した。一般的に脆弱性を発見した場合は、悪用されないためにも開発者のみに通知し、修正が終わるまで公表しないことが望ましく、Bill Demirkapiの手法は売名行為として非難される手順ではあった。トレンドマイクロはドライバーの検証ツールを検出している理由などについては説明を行わなかった。
5月22日頃、トレンドマイクロのサイトからRootkitBusterが削除され、ダウンロードできなくなった。トレンドマイクロはBill Demirkapiの指摘とは別の脆弱性が見つかったため、一時的に取り下げていると説明している。この後、同8月5日、RootkitBusterには脆弱性 (CVE-2020-8607) が確認されたことを公表し、このツールは恒久的に公開を停止した。
5月27日、「The Register」はWindows 10バージョン2004においてtmcomm.sysがブロックされたドライバリストに追加されたと報じた。トレンドマイクロは「5月27日から配信が始まったWindows 10 バージョン2004との互換性に問題があったため、2020年（令和2年）5月のアップデートでブロックするようトレンドマイクロがMicrosoftに要求していたもので本件と全く関係がない」と説明した。